# بوریس هرینچنکو
بوریس دمیترویچ هرینچنکو (به اوکراینی: Борис Дмитрович Грінченко)؛ (زادۀ ۹ دسامبر ۱۸۶۳ میلادی – درگذشتۀ ۶ مهٔ ۱۹۱۰ میلادی) نویسندۀ نثر کلاسیک اوکراینی، کنشگر سیاسی، مورخ، پابلیسیست، و قوم‌نگار بود. او نقش مهمی در احیای فرهنگی اوکراین در اواخر قرن نوزدهم و آغاز قرن بیستم میلادی داشت.
نویسنده اولین فرهنگ لغت زبان اوکراینی، ویراستار تعدادی از نشریات اوکراینی. او از گسترش زبان اوکراینی در مدارس و مؤسسات حمایت کرد.
هرینچنکو سردبیر نشریات مختلف اوکراینی بود. او یکی از بنیانگذاران حزب رادیکال اوکراین بود. هرینچنکو همچنین نویسندۀ آثار مهم قوم‌نگاری، فرهنگ‌شناسی و آموزشی، مطالعات ادبی، بررسی‌های تاریخی، و اولین کتاب‌های درسی به زبان اوکراینی، به‌ ویژه واژۀ بومی، کتاب-مدرسه برای خواندن بود. او ویراستار چهار جلد کتاب (به اوکراینی: Словарь української мови) (فرهنگ لغت اوکراینی؛ انتشارات «کیفسکایا استارینا»، کی‌یف، ۱۹۰۹–۱۹۰۷ میلادی) بود.
وی یکی از سازمان‌دهندگان و اولین مدیر انجمن پروسویتا در کی‌یف بود.